# Epania septemtrionalis
Epania septemtrionalis là một loài bọ cánh cứng trong họ Cerambycidae.